# Topo Gigio a Canzonissima
Topo Gigio a Canzonissima è il secondo album di Topo Gigio del 1974.
Si tratta di una colonna sonora con delle canzoni che ha cantato a Canzonissima nel 1974. Ci sono cover di quattro canzoni molto note, come Camminando sotto la pioggia di Erminio Macario, Ma le gambe del Trio Lescano, Quel mazzolin di fiori di Gigliola Cinquetti e Che me ne importa... a me di Domenico Modugno. Tra i musicisti che suonano ci sono Gianni Coscia (in Quel mazzolin di fiori) e Mario Battaini (in Che me ne importa... a me), entrambi alla fisarmonica.
Nel 2000 è stato ristampato su cd, sempre dalla Carosello, col titolo Strapazzami di coccole.

## Tracce
Lato A
- Quel mazzolin di fiori - 1:55
- Il sole se ne va (Giorgio Calabrese/Sandro Tuminelli) - 3:31
- Ma guarda come fiocca - 3:05
- Piccolo Gatsby (Paolo Ormi/Peppino Mazzullo) - 2:05
- La cieseta de Transacqua - 2:40
- El trabalero (Federico Caldura/Vittorio Paltrinieri) - 3:34

Lato B
- Strapazzami di coccole (Gianni Boncompagni, Peppino Mazzullo/Franco Bracardi) - 2:58
- Ma le gambe (Alfredo Bracchi/Giovanni D'Anzi) - 3:14
- Mamma mia che mal di pancia (Walter Valdi) - 2:10
- Che me ne importa... a me (Domenico Modugno) - 3:19
- Camminando sotto la pioggia (Pasquale Frustaci/Carlo Rizzo, Erminio Macario) - 2:20
- Raindrops Keep Fallin' on My Head (Hal David/Burt Bacharach)- 2:45